# 円弧三角形

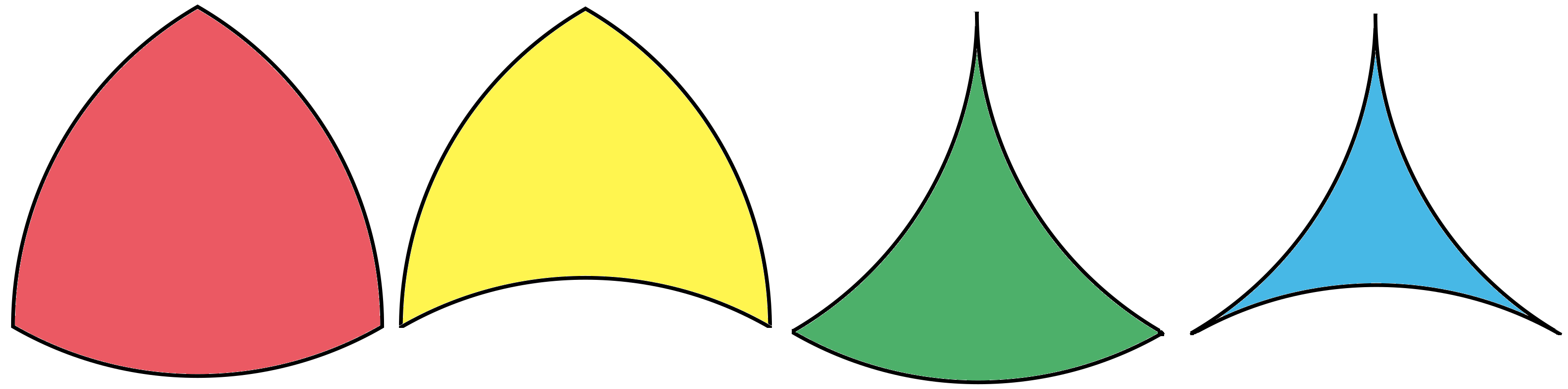
弧の凹凸を混ぜた円弧三角形

幾何学において円弧三角形（えんこさんかくけい、英: circular triangle、独: Kreisbogendreieck）は、円弧を辺に持つ三角形。円三角形とも。曲線三角形（curvilinear triangle）は円に限らない曲線の一部（弧）を辺に持つ三角形で、円弧三角形とは区別される。

## 例
3つの円板の共通部分は凸な円弧三角形を成す。例えばルーローの三角形は、中心を正三角形の各頂点、半径を辺長とする3つの円の共通部分にあたる。しかし、すべての凸な円弧三角形が3円の共通集合として定義されるわけではない。 
Circular horn triangle はすべての内角が0となる。3円をそれぞれが他の円に外接するように配置すれば、horn triangleを作ることができる。ただし、アルベロスの様に2円を外接させ、1円をその2円に内接するように配置してもhorn triangleを作ることができる。アルベロスは、3つの円の中心が共線で、円の半分（半円）から成るような特別な場合である。 

ボスコヴィッチのカージオイドとその周長の二等分線の一つ。

ルジェル・ヨシプ・ボスコヴィッチはカージオイドと似た円弧三角形を発見した。この三角形は、3円の中心は共線で円の中心を結ぶ直線上に頂点を持ち、円はすべて半円で、3円のうち2つは合同で他1つは2円の2倍の半径を持つ。 外側の2つの頂点は内角が{\displaystyle \pi }、中央の頂点は内角が{\displaystyle 2\pi }である。中央の頂点を通る直線は、すべて周長の二等分線となる。
他の円弧三角形も、凸または凹な円弧を組み合わせて作ることができる。

## 角度の特徴づけ
θ1 , θ2 , θ3を区間{\displaystyle [0,2\pi ]}内の角とする。内角にθ1 , θ2 , θ3を持つ（自己交叉をしない）円弧三角形が存在することと次の不等式を満たすことは同値である。{\displaystyle {\begin{aligned}-2\pi &<\theta _{1}+\theta _{2}-\theta _{3}<2\pi \\-2\pi &<\theta _{1}+\theta _{3}-\theta _{2}<2\pi \\-2\pi &<\theta _{2}+\theta _{3}-\theta _{1}<2\pi .\end{aligned}}}3つの内角がすべて等しい円弧三角形はメビウス変換の下で同一である。

## 等周性
円弧三角形は、指定された面積であり指定された3点を含む曲線の中で最小の周長を求めるという場合の等周問題に解をもたらす。面積が、その3点を通る円（外接円） の面積より大きければ、解は3点を囲む任意の円である。外接円の面積より小さければ、3点を頂点とする、 円弧の元となる円の半径が等しく、内角の1つが0に達した円弧三角形が解となる。これより下の面積では、曲線は"アンテナ"を持つ円弧三角形、つまり内角0の頂点からいくつかの点を経由する折れ線部分を持つ円弧三角形に退化する。面積が0である場合はフェルマー点へ退化する。